# Luchthaven Greenville
Luchthaven Greenville, ook wel bekend als Luchthaven Greenville/Sinoe, (IATA: SNI, ICAO: GLGE) is een luchthaven in Greenville, Liberia.